# Girichauka
Girichauka (nep. गिरिचौका) – gaun wikas samiti w zachodniej części Nepalu w strefie Seti w dystrykcie Doti. Według nepalskiego spisu powszechnego z 2001 roku liczył on 665 gospodarstw domowych i 3900 mieszkańców (1935 kobiet i 1965 mężczyzn).